# Elaphoglossum sumatranum
Elaphoglossum sumatranum är en träjonväxtart som beskrevs av Holtt. Elaphoglossum sumatranum ingår i släktet Elaphoglossum och familjen Dryopteridaceae. Inga underarter finns listade.